# Kraftwerk Oederlin
Das Kraftwerk Oederlin ist ein Laufwasserkraftwerk an der Limmat auf dem Gemeindegebiet von Obersiggenthal und Ennetbaden (Wehr) im Kanton Aargau. Es ist ein Kleinwasserkraftwerk und wird mit Stand 2017 von der Firma Axpo Power AG betrieben.

## Geschichte
Der Regierungsrat des Kantons Aargau erteilte Karl Oederlin im Oktober 1858 die Bewilligung zum Bau einer mechanischen Werkstatt auf dem Gut «Müsegg» in Obersiggenthal-Rieden und dessen Betrieb durch das Wasserrad an der Limmat mittels zweier Wasserräder. Die 1858 am Fuss der «Goldenen Wand» in Ennetbaden erbaute Giesserei wurde durch zwei Wasserräder auf einer Achse mittels mechanischer Transmission angetrieben.
Ab 1882 versorgte das Kraftwerk auch das Grand Hôtel in Baden. 1896 wurde das Wasserrad zu einem eigenen Kraftwerk ausgebaut, um mit der Elektrifizierung der Fabrikationsanlage die Produktion stark steigern zu können. 1925 wurde zusätzlich eine Turbinenanlage eingebaut. Nach einem Unterbruch von 25 Jahren produzierte das Kraftwerk ab 1944 wieder Strom.
Das Kraftwerk umfasst zwei Maschinengruppen. Die eine Kraftwerkshälfte mit der Jonval-Turbine wurde unter Beibehaltung der historischen Elemente umgerüstet. Die zweite hat eine Vevey-Propellerturbine (Baujahr 1925, BBC-Generator) mit festen Schaufeln und einem gleichaltrigen Fliehkraftregler. 1956 wurde ein Winkelgetriebe eingebaut. Das Schwungrad dient als Riemenantrieb für den neuen Generator.
1974 wurde das Kraftwerk stillgelegt, und 1995 erfolgte die Wiederinbetriebnahme.

## Heutige Produktion

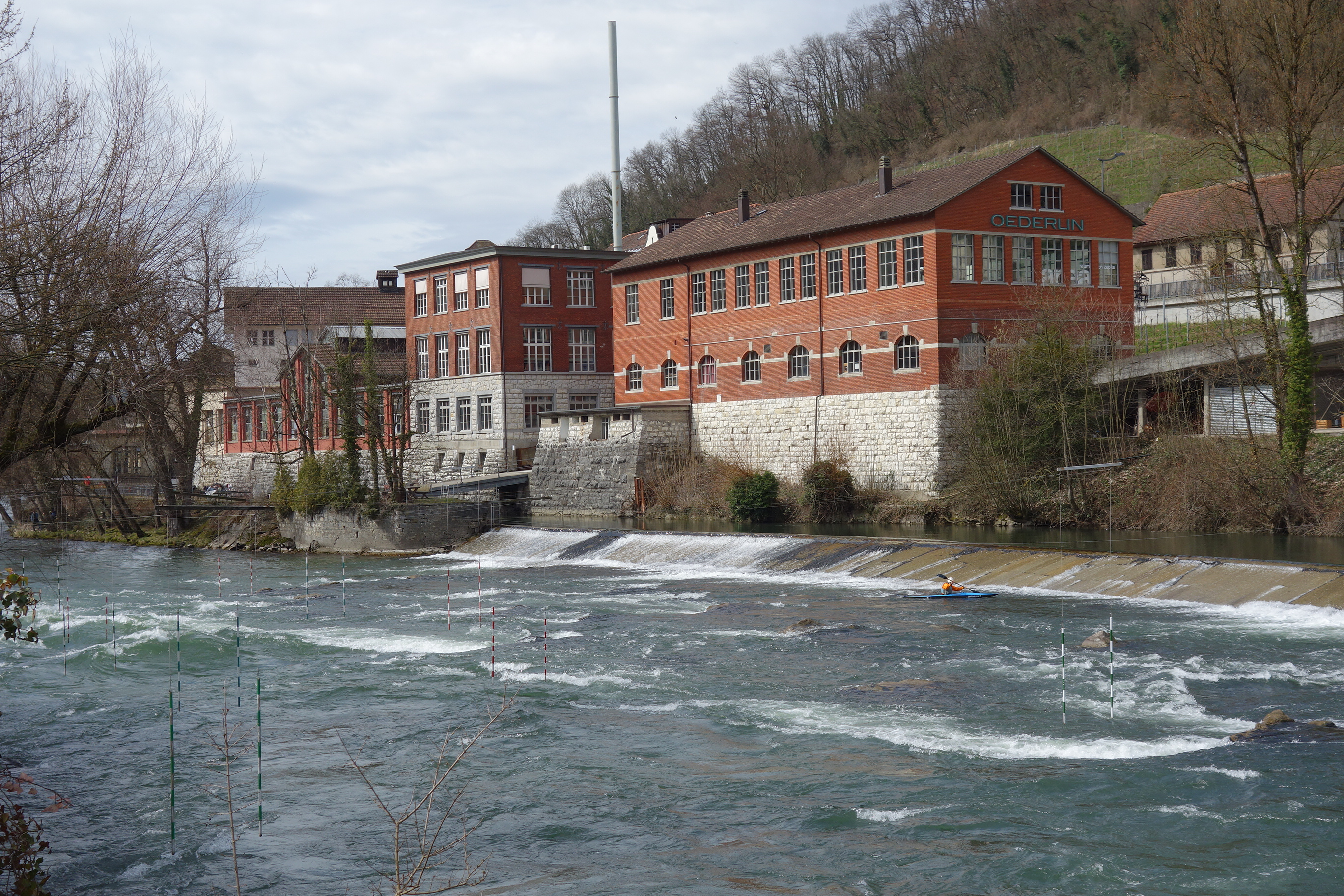
Wehr mit Oberwasserkanal

Das Kleinkraftwerk hat mit den zwei Maschinengruppen eine mittlere Jahresstromproduktion von 0,5 GWh. Die Wassernutzung beträgt maximal 12 m³/s bei einer Bruttofallhöhe von 2 m.
Die Umgebung des Oederlin-Wehrs ist eine anspruchsvolle Limmatstrecke für Wasserfahrer und Pontoniere und Trainingsgebiet der Kanuten für Wildwassertouren.

## Konzessionsverzicht
Die neue Gewässerschutzverordnung des Bundes trat 2011 in Kraft. Die Regierung entzog der Konzessionärin das Wassernutzungsrecht auf Ende 2020. Eine Neukonzessionierung wäre nur mit hohen Investitionen machbar gewesen. Aus wirtschaftlichen Gründen verzichtete man darauf. Der Betrieb des Kraftwerkes wurde Ende 2020 eingestellt. Von politischer Seite wurde mittels einer Interpellation versucht das Kraftwerk zum Zwecke der Energiegewinnung oder zumindest als Industriedenkmal zu erhalten.